# Kaktuszliget
A Kaktuszliget című Quimby lemez 2013 decemberében jelent meg. Aranylemez lett, majd 2014 januárjában elérte a platina lemez státuszt. Tartozik hozzá egy koncertfilm is, ami a 2013. augusztus hatodikai Sziget Fesztiválon lévő koncertről készült, a címe Quimby Csodaországban.

## Az album dalai
|     | Cím                    | Szerző(k)                                                   | Szöveg       | Hossz |
| --- | ---------------------- | ----------------------------------------------------------- | ------------ | ----- |
| 1.  | Kivándorló blues       | Quimby                                                      | Kiss Tibor   |       |
| 2.  | Unbekannte Schmerzen   | Kiss Tibor, Gerdesits Ferenc, Balanyi Szilárd, Kárpáti Dódi | Kárpáti Dódi |       |
| 3.  | Senki se menekül       | Kiss                                                        | Kiss         |       |
| 4.  | Lámpát ha gyújtok      | Kiss, Balanyi                                               | Kiss         |       |
| 5.  | Hajnali pszicho        | Kiss, Gerdesits, Balanyi                                    | Kiss         |       |
| 6.  | Son of a Bitch         | Quimby                                                      | Kiss         |       |
| 7.  | Jön a huzat valahonnan | Kiss                                                        | Kiss         |       |
| 8.  | Hó                     | Kiss                                                        | Kiss         |       |
| 9.  | Kényszerleszállás      | Quimby                                                      | Varga Livius |       |
| 10. | Állatok a legelőn      | Kiss, Gerdesits, Mikuli Ferenc                              | Kiss         |       |
| 11. | Búvóhely               | Kiss                                                        | Kiss         |       |

## Közreműködők
Quimby
- Kiss Tibor: gitárok, ének, mandola, theremin
- Balanyi Szilárd: szintetizátorok, Wurlitzer piano, pianino, vokál
- Mikuli Ferenc: basszusgitár, bőgő
- Varga Livius: ütőshangszerek, ének (9.)
- Kárpáti Dódi: trombita, szárnykürt, szájharmónika, ének (2.)
- Gerdesits Ferenc: dob, mandolin

Közreműködők
- Barbinek Gábor: pozan (6.,11.)
- Meleg Tamás: szaxofon (6.,11.)
- Subicz Gábor: trombita (6.,11.)
- Farkas Mihály: cimbalom (8.)

- Hangmérnök: Vastag Gábor
- DVD hangutómunka: Nyíri Sándor